# Lemma di Krull
In matematica, o, più precisamente, nella teoria degli anelli, il lemma di Krull, che prende il nome dal matematico tedesco Wolfgang Krull, dimostra l'esistenza di un ideale massimale in ogni anello unitario non banale.

## Il lemma
Questo enunciato può essere dimostrato usando il lemma di Zorn, equivalente all'assioma della scelta.
Il lemma può essere enunciato anche nel modo seguente:
Si noti come questo enunciato sia equivalente ed implichi il primo, assumendo {\displaystyle I=\left\lbrace 0\right\rbrace }